# Gerhard Neumann (Politiker)

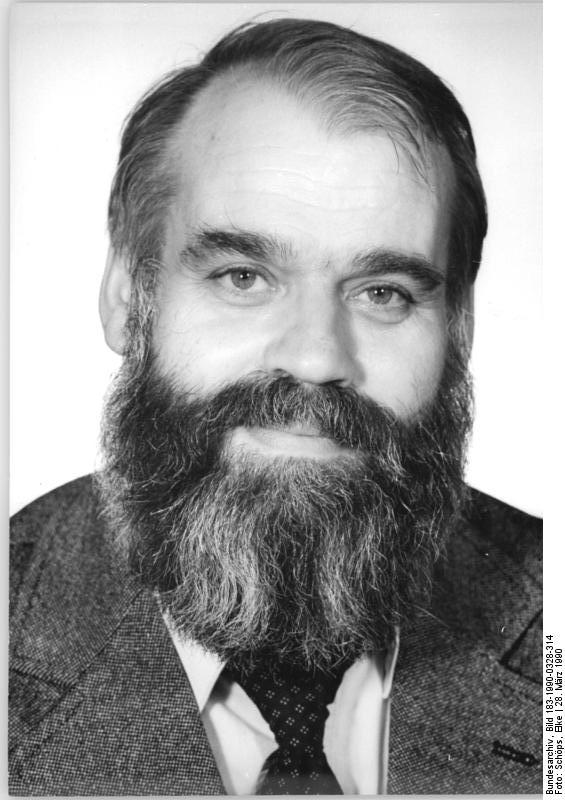
Gerhard Neumann (1990)

Gerhard Neumann (* 25. Juni 1939 in Berlin) ist ein deutscher Politiker (SPD) und ehemaliger Abgeordneter der Volkskammer und des Bundestages.

## Leben
Neumann besuchte die Schule in Thüringen und machte danach eine Lehre zum Chemiefacharbeiter. Danach studierte er Pädagogik und unternahm eine Ausbildung zum Logopäden an der Humboldt-Universität Berlin. Von 1965 bis 1989 war er in der Beratungsstelle für Sprach-, Stimm- und Hörgestörte in Gotha tätig. Er war Gründungsmitglied der SDP-Basisgruppe 1989 in Gotha und für diese vom 18. März bis zum 2. Oktober 1990 Mitglied der Volkskammer. Anschließend zog er in den Deutschen Bundestag ein, dem er bis zum Jahr 2002 angehörte.